# Gel balistique
 (juillet 2010).
Si vous disposez d'ouvrages ou d'articles de référence ou si vous connaissez des sites web de qualité traitant du thème abordé ici, merci de compléter l'article en donnant les références utiles à sa vérifiabilité et en les liant à la section « Notes et références ».

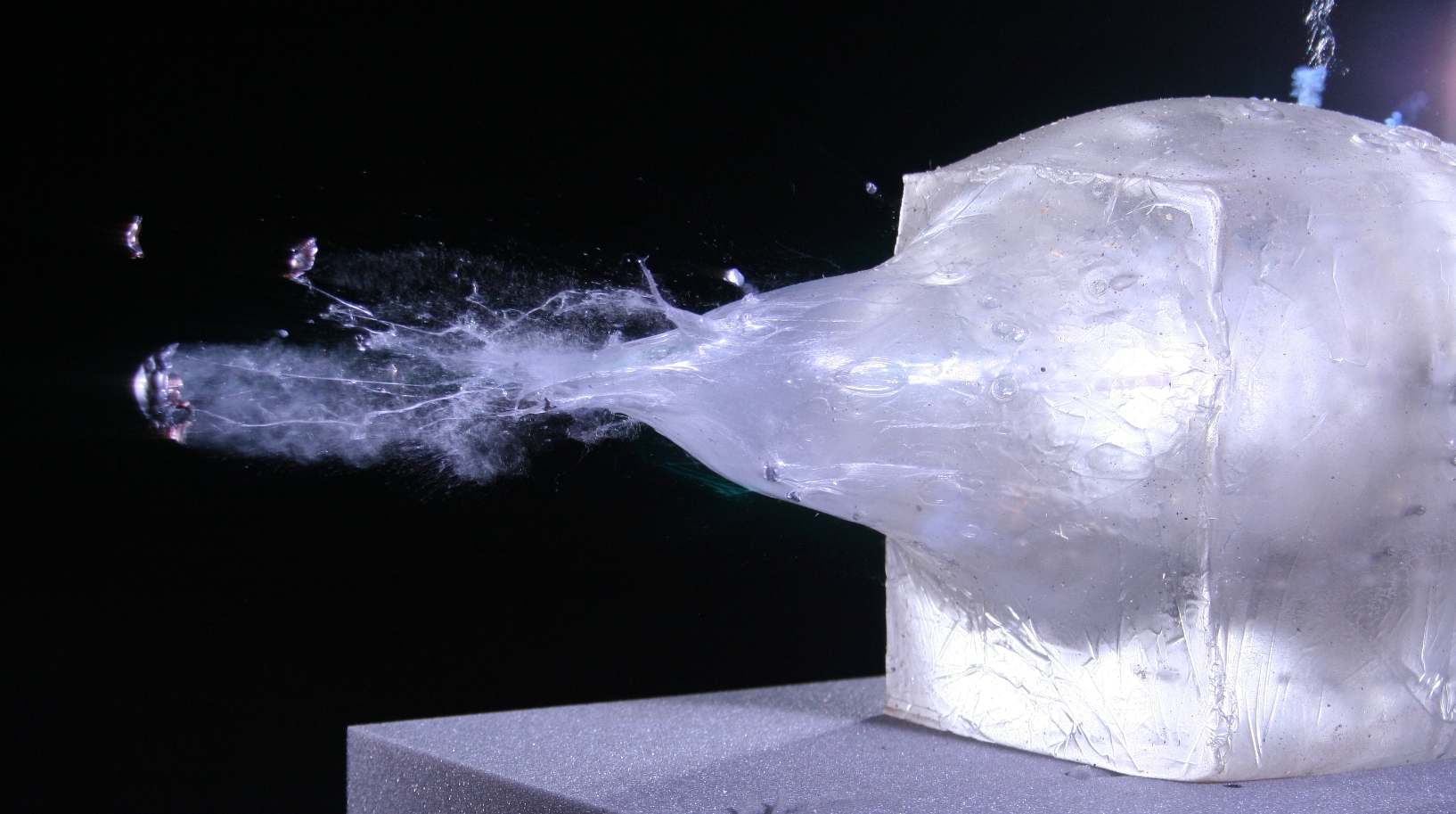
Gel balistique transpercé par une .243 Winchester

Le gel balistique est un gel qui reproduit les caractéristiques de la chair humaine au niveau de la conductivité électrique et de la résistance au choc, pour tester les munitions sans avoir recours à des tests sur animaux ou cadavres. Il permet aussi de mieux comprendre les effets des impacts sur le corps humain.Source
Le gel balistique est composé de pectine en poudre (gélifiant), de gélatine en poudre et d'eau.